# فرودگاه پیکو
 فرودگاه پیکو (به انگلیسی: Pico Airport) (به زبان بومی: Aeroporto do Pico) یک فرودگاه همگانی با کد یاتا PIX است که یک باند فرود آسفالت دارد و طول باند آن ۱۷۴۵ متر است. این فرودگاه در کشور پرتغال قرار دارد و در ارتفاع ۳۳ متری از سطح دریا واقع شده است.

## شرکت‌های هواپیمایی و مقصدهای پروازی
| شرکت‌های هواپیمایی        | مقصدهای پروازی            |
| ------------------------ | ------------------------- |
| آزورس ایرلاینز           | لیسبون پورتلا             |
| ساتا ایر آسوریس          | ژان پائولو دوم، لایس فیلد |
| تی‌یوآی ایرلاینز نیدرلندز | فصلی: اسخیپول آمستردام    |